# Kostel svatého Václava (Fukov)
Kostel svatého Václava ve Fukově v okrese Děčín byl římskokatolický farní (do roku 1852 filiální) kostel postavený v letech 1784–1788. Pozdně barokní sakrální stavbu doplnila roku 1864 novorománská věž. Stavba podlehla demolici 23. září 1960. Po celou dobu své existence byl nejsevernějším kostelem v zemi.

## Historie
Fukov neměl až do konce 17. století vlastní kostel ani kapli a jeho obyvatelé tak farně příslušeli k saskému Sprembergu, který leží západně od vsi. V době reformace patřilo několik rodin ke kostelu v Taubenheimu. Po reformaci Fukovští dlouho odolávali rekatolizaci, patrně proto, že vesnice byla téměř celá obklopena protestantským Saskem. Roku 1688 proto přešel Fukov přičiněním majitele panství hraběte Filipa Zikmunda z Ditrichštejna (1651–1716) k farnosti Šluknov. Rekatolizace vsi definitivně skončila v roce 1697. Protože cesta do Šluknova byla přibližně třikrát delší než do Sprembergu, postavili si brzy obyvatelé Fukova kapli sloužící ke společným modlitbám.
Stavba vlastního kostela započala roku 1784 a stavební práce vedl patrně stavitel Jan Václav Kosch (1718–1798) z Děčína. Fukovský filiální kostel, zasvěcený stejně jako šluknovský farní kostel svatému Václavu, byl slavnostně vysvěcen 30. listopadu 1788. Díky své poloze se stal nejsevernějším kostelem habsburské monarchie a později i Rakousko-Uherska a Československa. Zároveň s kostelem vyrostla i nová zděná fara, která sloužila jako obydlí pro lokalistu. Brzy po dokončení kostela zanikla starší kaple. Roku 1823 byla za částku 104 tolarů postavena sanktusová vížka. Když v roce 1852 vznikla samostatná fukovská farnost, stal se kostel svatého Václava farním. Průčelí kostela doplnila roku 1864 novorománská věž a západní stěnu v roce 1895 kryté schodiště, které umožňovalo samostatný přístup na kůr. Od roku 1932 u kostela zastavovali velikonoční jezdci z Království.
Na Popeleční středu roku 1942 nebo 1947 kostel vyhořel. Požár zničil varhany, poškodil sochařskou výzdobu a boční oltáře. Od té doby musel farář sloužit bohoslužby na faře. Po druhé světové válce byli postupně vysídlováni původní obyvatelé Fukova a prázdné domy podléhaly demolicím. Cílenou likvidaci celé vsi přečkaly v 50. letech 20. století pouze kostel a škola. Po roce 1956 postupně přešel zbývající mobiliář do okolních kostelů. Dne 23. září 1960 po 20. hodině byl kostel odstřelen, hřbitov zničen a ves Fukov tak zcela zanikla.
Zájem o osud a historii Fukova ožil na konci 20. století. U příležitosti 40. výročí likvidace kostela se konala u jeho ruin slavnostní mše celebrovaná tehdejším generálním vikářem litoměřické diecéze Karlem Havelkou. Během slavnosti byl do ruin stavby osazen dřevěný kříž s daty svěcení a likvidace kostela. V roce 2014 město Šluknov rekonstruovalo část hřbitova. Vlastníkem parcely, na které stál kostel, je Římskokatolická farnost Fukov, kterou excurrendo spravuje ze šluknovského arciděkanství P. Pavel Procházka.

## Popis
Jednolodní pozdně barokní stavbu na obdélném půdorysu zakončoval pětiboký, na sever směřující presbytář. Na jižní průčelí navazovala novorománská věž, východní stěnu doplňovala přízemní sakristie. Okna kostelní lodi byl obdélníková, fasádu členily lizénové pásy. Presbytáři dominoval hlavní oltář, po jeho stranách stály dva boční oltáře. Obraz svatého Václava pro hlavní oltář namaloval roku 1855 za 1 352 zlatých jiřetínský malíř Johann Birnbaum (1793–1872). Roku 1894 jej však nahradil jiný obraz téhož světce od Antona Wenzela ze saského Reichenau. Většina vnitřního vybavení byla darována ze zrušených kostelů litoměřické diecéze. Hodiny z roku 1934 financoval místní spolek velikonočních pěvců. Vyrobil a instaloval je Franz Xaver Beitel z Moravského Berouna. Natahovaly se ručně a na svou dobu byly konstrukčně velmi zdařilé. Před demolicí kostela byl nefunkční hodinový stroj demontován z věže a uložen v rumburském děkanství. Po renovaci z roku 2013 je vystaven v rumburské Loretě. První jesličky pořídil farář Wenzel Karl v roce 1852 u jihlavského betlémáře Antonína Quaise za 120 zlatých, aby tak „vnesl trochu radosti mezi chudé tkalce“. Kvůli stáří a špatnému stavu je roku 1929 nahradily nové, stavěné po obou stranách hlavního oltáře. Na délku měřily 16 metrů a na šířku 2 metry, figurky vysoké 25 centimetrů pocházely od rožanského řezbáře Franze Roscheho (1885–1944), krajina od jiříkovského malíře betlémů Eduarda Kindermanna (1867–1949). Po zboření kostela přešly do varnsdorfského kostela svatého Petra a Pavla.

### Zvony
První čtyři zvony dostal kostel darem z Litoměřic. Český nápis na největším a nejstarším z nich sděloval: „LETHA PANIE MDLXXXXIIII SLIT GEST ZWON TENTO KE CTY A K CHWALE PANV BVOHV WSSE MOHAVCIMV OD MATAVSSE ZWONARSE W MIESTIE RAVDNICY ZA RYCHTARZE PAWLA KOTRAVTA A STARSSYCH WACLAW CZVRDA MARTIN MARESSKA MATAVSS SWACZINY BLAZIEG KERVLIK WONDRZEY WLACHOWYCZ WIT PITANEK“, tedy „Léta Páně 1594 byl tento zvon ulit ke cti a ke chvále Pánu Bohu všemohoucímu zvonařem Matoušem ve městě Roudnici za rycháře Pavla Kotrauta a starších Václava Čurdy, Martina Mareška, Matyáše Svačiny, Blažeje Kerulíka, Ondřeje Vlachoviče, Víta Pitánka“. Věnování na druhé straně znělo: „Paní Kateřina Svačinová“. Jeden z menších zvonů byl roku 1745 ulitý v Praze. Večerní zvon z roku 1761 pocházel z původní fukovské kaple a ohlašoval večerní zvonění Ave. Několik zvonů podlehlo rekvizicím během první světové války. V březnu 1942 byly zrekvírovány dva menší zvony, v kostele tak zůstal pouze velký a sanktusový zvon. Velký zvon visí od konce 50. let 20. století v rumburském kostele svatého Bartoloměje.

### Varhany
Nově dokončený kostel získal darem blíže neurčený pozitiv či varhany z Litoměřic. Roku 1814 byly pořízeny nové, bílostříbrně štafírované klasicistní varhany s jedenácti rejstříky. Kvůli nedostatku místa na kůru přešly měchy v roce 1847 na půdu, roku 1873 pak prošel celý nástroj rekonstrukcí. Roku 1885 postavil českolipský varhanář Heinrich Schiffner za cenu 1 800 zlatých zcela nové varhany s deseti rejstříky. V roce 1918 podlehly prospektové píšťaly válečným rekvizicím. Nové píšťaly a měchy dodala roku 1921 budyšínská firma Hermann Eule. Poslední oprava proběhla v roce 1934. Varhany v roce 1942 či 1947 zcela zničil požár kostela.
Dispozice varhan z roku 1885
| I. manuál |                 |        |
| 1.        | Burdon          | 16'    |
| 2.        | Principál       | 8'     |
| 3.        | Flétna milostná | 8'     |
| 4.        | Oktáva          | 4'     |
| 5.        | Mixtura         | 2', 2× |

| II. manuál |                    |    |
| 6.         | Kryt               | 8' |
| 7.         | Salicionál         | 8' |
| 8.         | Principál houslový | 4' |

| Pedál |          |     |
| 9.    | Subbas   | 16' |
| 10.   | Oktávbas | 8'  |

## Okolí kostela
Východně od kostela stála patrová fara na obdélníkovém půdorysu. Areál doplňoval hřbitov, na kterém Fukovští roku 1881 založili křížovou cestu a o tři roky později také Getsemanskou zahradu.

## Galerie

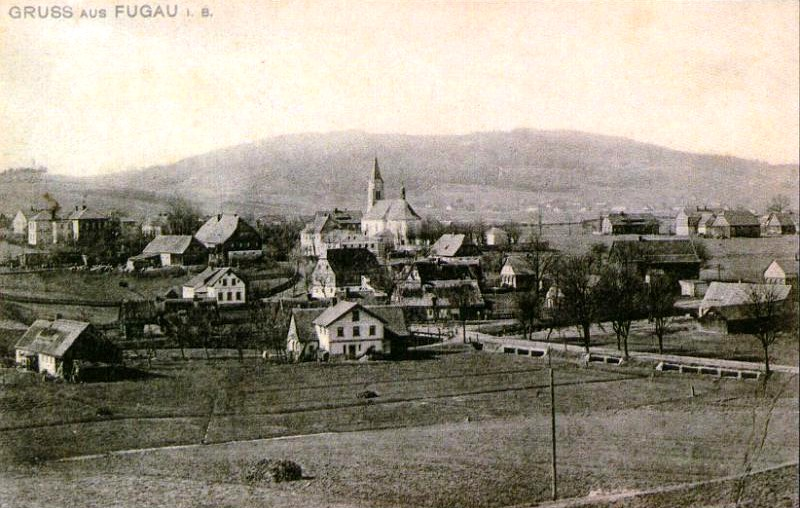
Kostel na historickém snímku
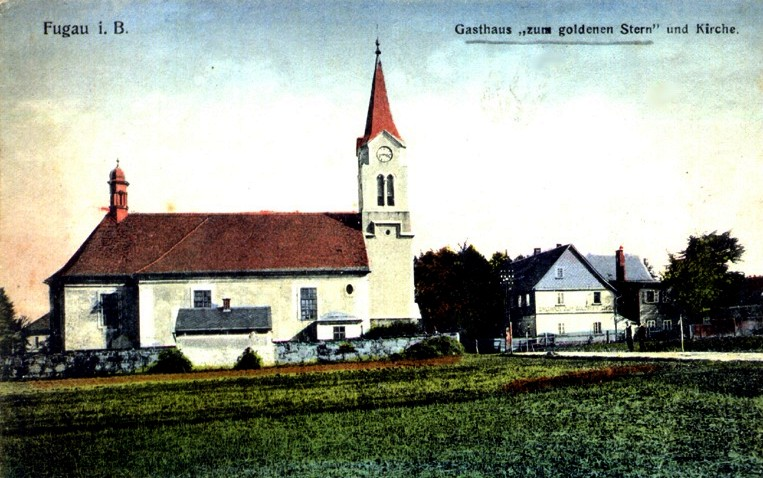
Kostel na historickém snímku
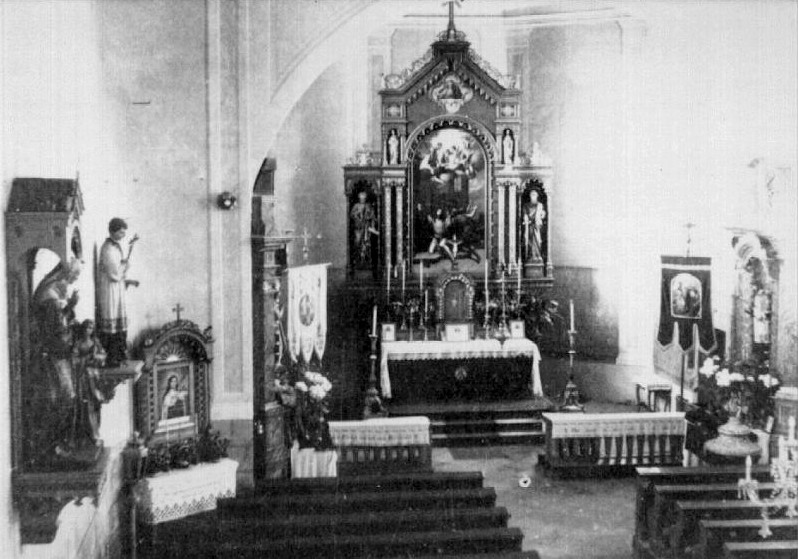
Presbytář
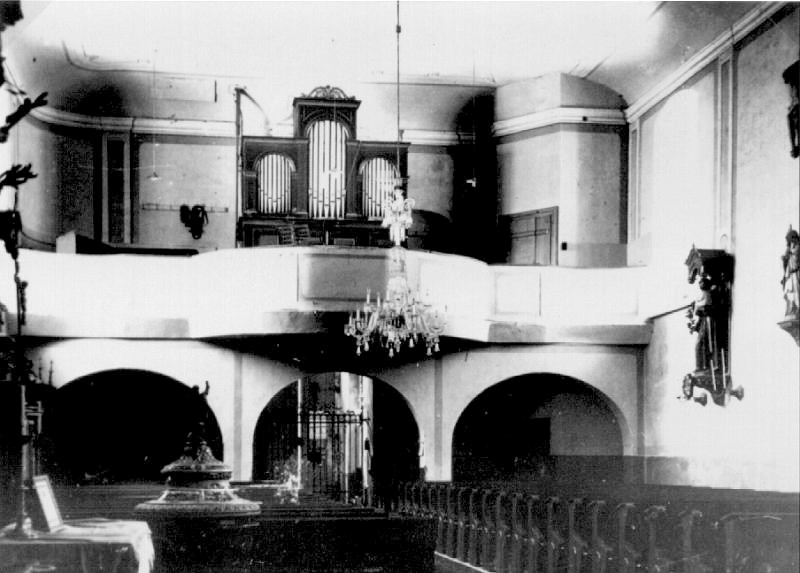
Kruchta
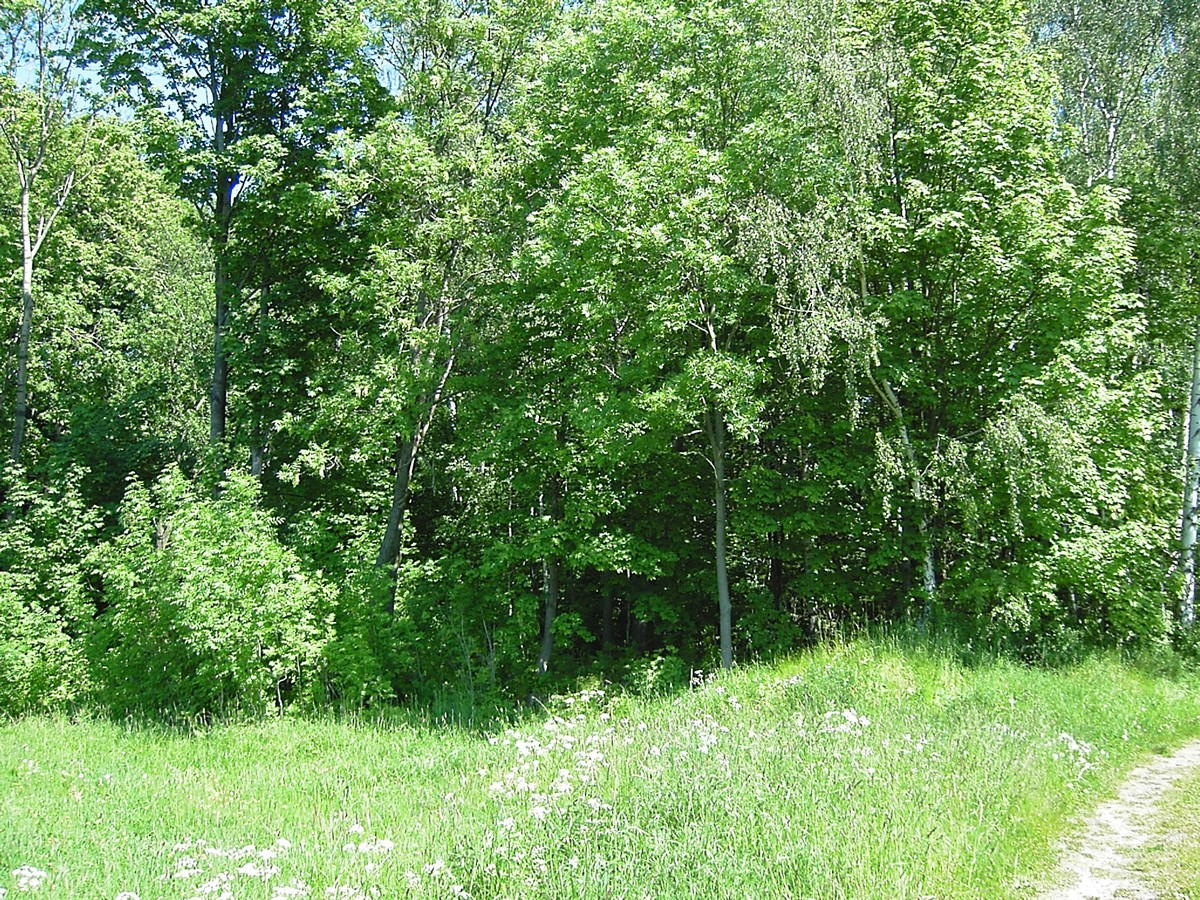
Ruiny kostela (2006)
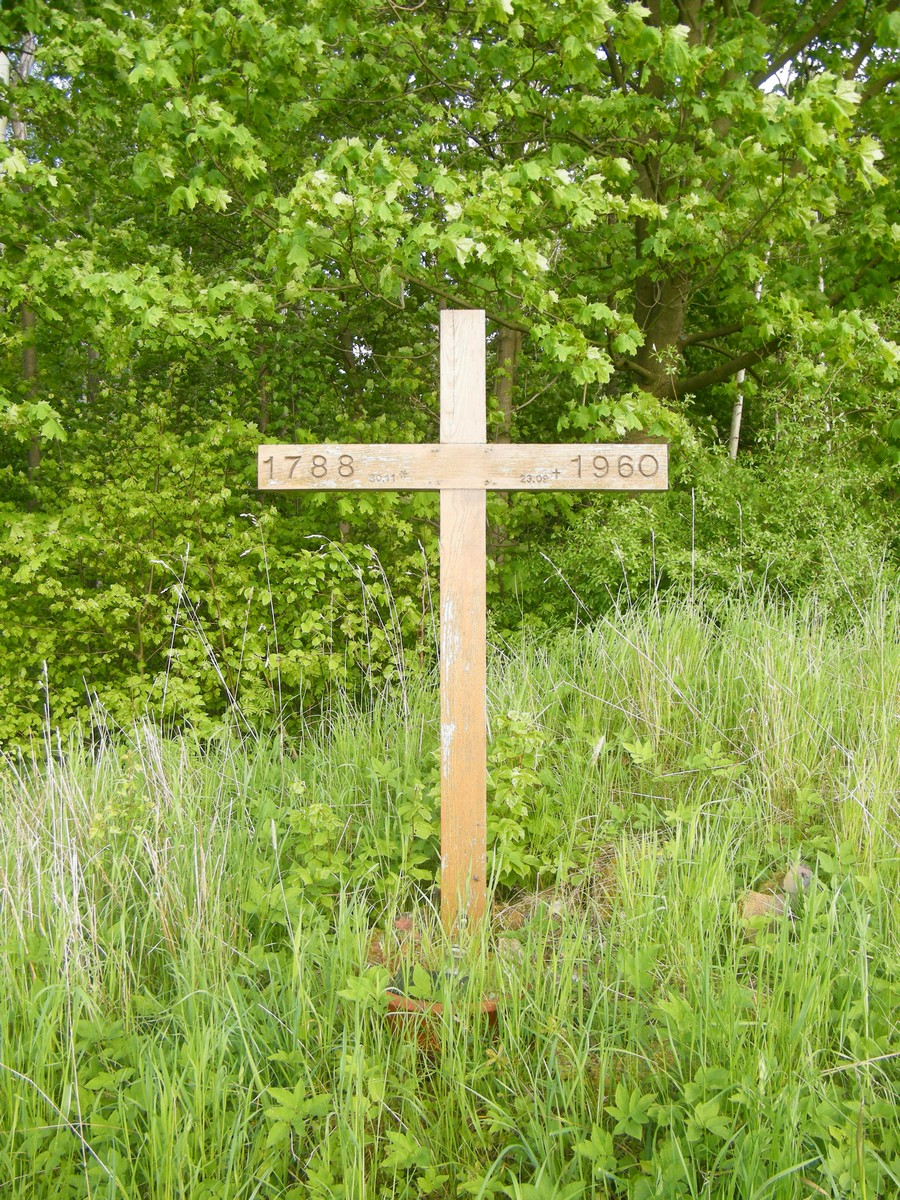
Dřevěný kříž připomínající kostel (2016)